# Giovanni Vescovi
Giovanni Portilho Vescovi (Porto Alegre, 14 de juny de 1978), és un jugador d'escacs brasiler. Obtingué el títol de Mestre Internacional el 1993, i el de Gran Mestre el 1998.
Tot i que roman inactiu des d'octubre de 2012, a la llista d'Elo de la FIDE de l'abril de 2021, hi tenia un Elo de 2606 punts, cosa que en feia el jugador número 1 del Brasil, i el 28è millor jugador d'Amèrica. El seu màxim Elo va ser de 2660 punts, a la llista de gener de 2010 (posició 65 al rànquing mundial).

## Resultats destacats en competició
Vescovi ha guanyat el Campionat del Brasil set cops (1999, 2000, 2001, 2006, 2007, 2009 i 2010).
El 1998 va jugar al primer tauler de l'equip brasiler al primer Campionat del Món júnior per equips (Sub-20) a Rio de Janeiro, on hi va guanyar la medalla d'or amb una puntuació de 5.5/6. El 2001 va guanyar el Campionat Sud-americà d'escacs (Torneig Zonal 2.4 de la FIDE), celebrat a Sao Paulo, superant Darcy Lima (2n), Gilberto Milos (3r), i Rafael Leitao (4t). Ha quedat en primera posició (empatat o en solitari) tres cops el torneig internacional de Bermuda, el 2002, 2003 (per damunt de Piotr Svídler) i 2004 (superant en Borís Guélfand). El 2003 fou segon al Campionat panamericà, amb la mateixa puntuació que el campió, Aleksandr Goldin, a Buenos Aires.
El 2005 ocupà els llocs 2n-7è a Buenos Aires, al Campionat Panamericà, rere Lázaro Bruzón, i empatat amb un grup de forts GMs, entre els quals hi havia entre d'altres Gata Kamsky, Julio Granda, Alexander Onischuk i Gilberto Milos, Ha guanyat també en dues ocasions el Torneig Internacional de Sao Paulo, el 2005 i el 2006.
Vescovi va participar, el desembre de 2001, al Campionat del món de la FIDE de 2002 per sistema K.O., on eliminà en Borís Gulko en primera ronda, però fou eliminat en segona ronda per Vesselín Topàlov.
Va participar també al Campionat del món de la FIDE de 2004, però en fou eliminat en primera ronda per Qadir Huseynov.
Va participar també a la Copa del món de 2005, on fou eliminat en segona ronda per Pentala Harikrishna.
El 2011 va empatar al primer lloc (amb Yuniesky Quezada, Mark Bluvshtein i Lázaro Bruzón) al Torneig Continental Americà a Toluca.

## Partides notables
|   | a | b | c | d | e | f | g | h |   |
| 8 | g8 negres rei · a7 negres peó · b7 negres alfil · e7 negres dama · h7 negres peó · a6 negres cavall · b6 negres peó · d5 negres peó · g5 negres peó · h5 blanques cavall · c4 negres torre · d4 blanques peó · e4 negres peó · g3 blanques peó · a2 blanques peó · b2 blanques dama · e2 blanques peó · f2 blanques peó · g2 blanques alfil · h2 blanques peó · d1 blanques torre · g1 blanques rei | g8 negres rei · a7 negres peó · b7 negres alfil · e7 negres dama · h7 negres peó · a6 negres cavall · b6 negres peó · d5 negres peó · g5 negres peó · h5 blanques cavall · c4 negres torre · d4 blanques peó · e4 negres peó · g3 blanques peó · a2 blanques peó · b2 blanques dama · e2 blanques peó · f2 blanques peó · g2 blanques alfil · h2 blanques peó · d1 blanques torre · g1 blanques rei | g8 negres rei · a7 negres peó · b7 negres alfil · e7 negres dama · h7 negres peó · a6 negres cavall · b6 negres peó · d5 negres peó · g5 negres peó · h5 blanques cavall · c4 negres torre · d4 blanques peó · e4 negres peó · g3 blanques peó · a2 blanques peó · b2 blanques dama · e2 blanques peó · f2 blanques peó · g2 blanques alfil · h2 blanques peó · d1 blanques torre · g1 blanques rei | g8 negres rei · a7 negres peó · b7 negres alfil · e7 negres dama · h7 negres peó · a6 negres cavall · b6 negres peó · d5 negres peó · g5 negres peó · h5 blanques cavall · c4 negres torre · d4 blanques peó · e4 negres peó · g3 blanques peó · a2 blanques peó · b2 blanques dama · e2 blanques peó · f2 blanques peó · g2 blanques alfil · h2 blanques peó · d1 blanques torre · g1 blanques rei | g8 negres rei · a7 negres peó · b7 negres alfil · e7 negres dama · h7 negres peó · a6 negres cavall · b6 negres peó · d5 negres peó · g5 negres peó · h5 blanques cavall · c4 negres torre · d4 blanques peó · e4 negres peó · g3 blanques peó · a2 blanques peó · b2 blanques dama · e2 blanques peó · f2 blanques peó · g2 blanques alfil · h2 blanques peó · d1 blanques torre · g1 blanques rei | g8 negres rei · a7 negres peó · b7 negres alfil · e7 negres dama · h7 negres peó · a6 negres cavall · b6 negres peó · d5 negres peó · g5 negres peó · h5 blanques cavall · c4 negres torre · d4 blanques peó · e4 negres peó · g3 blanques peó · a2 blanques peó · b2 blanques dama · e2 blanques peó · f2 blanques peó · g2 blanques alfil · h2 blanques peó · d1 blanques torre · g1 blanques rei | g8 negres rei · a7 negres peó · b7 negres alfil · e7 negres dama · h7 negres peó · a6 negres cavall · b6 negres peó · d5 negres peó · g5 negres peó · h5 blanques cavall · c4 negres torre · d4 blanques peó · e4 negres peó · g3 blanques peó · a2 blanques peó · b2 blanques dama · e2 blanques peó · f2 blanques peó · g2 blanques alfil · h2 blanques peó · d1 blanques torre · g1 blanques rei | g8 negres rei · a7 negres peó · b7 negres alfil · e7 negres dama · h7 negres peó · a6 negres cavall · b6 negres peó · d5 negres peó · g5 negres peó · h5 blanques cavall · c4 negres torre · d4 blanques peó · e4 negres peó · g3 blanques peó · a2 blanques peó · b2 blanques dama · e2 blanques peó · f2 blanques peó · g2 blanques alfil · h2 blanques peó · d1 blanques torre · g1 blanques rei | 8 |
| 7 | g8 negres rei · a7 negres peó · b7 negres alfil · e7 negres dama · h7 negres peó · a6 negres cavall · b6 negres peó · d5 negres peó · g5 negres peó · h5 blanques cavall · c4 negres torre · d4 blanques peó · e4 negres peó · g3 blanques peó · a2 blanques peó · b2 blanques dama · e2 blanques peó · f2 blanques peó · g2 blanques alfil · h2 blanques peó · d1 blanques torre · g1 blanques rei | g8 negres rei · a7 negres peó · b7 negres alfil · e7 negres dama · h7 negres peó · a6 negres cavall · b6 negres peó · d5 negres peó · g5 negres peó · h5 blanques cavall · c4 negres torre · d4 blanques peó · e4 negres peó · g3 blanques peó · a2 blanques peó · b2 blanques dama · e2 blanques peó · f2 blanques peó · g2 blanques alfil · h2 blanques peó · d1 blanques torre · g1 blanques rei | g8 negres rei · a7 negres peó · b7 negres alfil · e7 negres dama · h7 negres peó · a6 negres cavall · b6 negres peó · d5 negres peó · g5 negres peó · h5 blanques cavall · c4 negres torre · d4 blanques peó · e4 negres peó · g3 blanques peó · a2 blanques peó · b2 blanques dama · e2 blanques peó · f2 blanques peó · g2 blanques alfil · h2 blanques peó · d1 blanques torre · g1 blanques rei | g8 negres rei · a7 negres peó · b7 negres alfil · e7 negres dama · h7 negres peó · a6 negres cavall · b6 negres peó · d5 negres peó · g5 negres peó · h5 blanques cavall · c4 negres torre · d4 blanques peó · e4 negres peó · g3 blanques peó · a2 blanques peó · b2 blanques dama · e2 blanques peó · f2 blanques peó · g2 blanques alfil · h2 blanques peó · d1 blanques torre · g1 blanques rei | g8 negres rei · a7 negres peó · b7 negres alfil · e7 negres dama · h7 negres peó · a6 negres cavall · b6 negres peó · d5 negres peó · g5 negres peó · h5 blanques cavall · c4 negres torre · d4 blanques peó · e4 negres peó · g3 blanques peó · a2 blanques peó · b2 blanques dama · e2 blanques peó · f2 blanques peó · g2 blanques alfil · h2 blanques peó · d1 blanques torre · g1 blanques rei | g8 negres rei · a7 negres peó · b7 negres alfil · e7 negres dama · h7 negres peó · a6 negres cavall · b6 negres peó · d5 negres peó · g5 negres peó · h5 blanques cavall · c4 negres torre · d4 blanques peó · e4 negres peó · g3 blanques peó · a2 blanques peó · b2 blanques dama · e2 blanques peó · f2 blanques peó · g2 blanques alfil · h2 blanques peó · d1 blanques torre · g1 blanques rei | g8 negres rei · a7 negres peó · b7 negres alfil · e7 negres dama · h7 negres peó · a6 negres cavall · b6 negres peó · d5 negres peó · g5 negres peó · h5 blanques cavall · c4 negres torre · d4 blanques peó · e4 negres peó · g3 blanques peó · a2 blanques peó · b2 blanques dama · e2 blanques peó · f2 blanques peó · g2 blanques alfil · h2 blanques peó · d1 blanques torre · g1 blanques rei | g8 negres rei · a7 negres peó · b7 negres alfil · e7 negres dama · h7 negres peó · a6 negres cavall · b6 negres peó · d5 negres peó · g5 negres peó · h5 blanques cavall · c4 negres torre · d4 blanques peó · e4 negres peó · g3 blanques peó · a2 blanques peó · b2 blanques dama · e2 blanques peó · f2 blanques peó · g2 blanques alfil · h2 blanques peó · d1 blanques torre · g1 blanques rei | 7 |
| 6 | g8 negres rei · a7 negres peó · b7 negres alfil · e7 negres dama · h7 negres peó · a6 negres cavall · b6 negres peó · d5 negres peó · g5 negres peó · h5 blanques cavall · c4 negres torre · d4 blanques peó · e4 negres peó · g3 blanques peó · a2 blanques peó · b2 blanques dama · e2 blanques peó · f2 blanques peó · g2 blanques alfil · h2 blanques peó · d1 blanques torre · g1 blanques rei | g8 negres rei · a7 negres peó · b7 negres alfil · e7 negres dama · h7 negres peó · a6 negres cavall · b6 negres peó · d5 negres peó · g5 negres peó · h5 blanques cavall · c4 negres torre · d4 blanques peó · e4 negres peó · g3 blanques peó · a2 blanques peó · b2 blanques dama · e2 blanques peó · f2 blanques peó · g2 blanques alfil · h2 blanques peó · d1 blanques torre · g1 blanques rei | g8 negres rei · a7 negres peó · b7 negres alfil · e7 negres dama · h7 negres peó · a6 negres cavall · b6 negres peó · d5 negres peó · g5 negres peó · h5 blanques cavall · c4 negres torre · d4 blanques peó · e4 negres peó · g3 blanques peó · a2 blanques peó · b2 blanques dama · e2 blanques peó · f2 blanques peó · g2 blanques alfil · h2 blanques peó · d1 blanques torre · g1 blanques rei | g8 negres rei · a7 negres peó · b7 negres alfil · e7 negres dama · h7 negres peó · a6 negres cavall · b6 negres peó · d5 negres peó · g5 negres peó · h5 blanques cavall · c4 negres torre · d4 blanques peó · e4 negres peó · g3 blanques peó · a2 blanques peó · b2 blanques dama · e2 blanques peó · f2 blanques peó · g2 blanques alfil · h2 blanques peó · d1 blanques torre · g1 blanques rei | g8 negres rei · a7 negres peó · b7 negres alfil · e7 negres dama · h7 negres peó · a6 negres cavall · b6 negres peó · d5 negres peó · g5 negres peó · h5 blanques cavall · c4 negres torre · d4 blanques peó · e4 negres peó · g3 blanques peó · a2 blanques peó · b2 blanques dama · e2 blanques peó · f2 blanques peó · g2 blanques alfil · h2 blanques peó · d1 blanques torre · g1 blanques rei | g8 negres rei · a7 negres peó · b7 negres alfil · e7 negres dama · h7 negres peó · a6 negres cavall · b6 negres peó · d5 negres peó · g5 negres peó · h5 blanques cavall · c4 negres torre · d4 blanques peó · e4 negres peó · g3 blanques peó · a2 blanques peó · b2 blanques dama · e2 blanques peó · f2 blanques peó · g2 blanques alfil · h2 blanques peó · d1 blanques torre · g1 blanques rei | g8 negres rei · a7 negres peó · b7 negres alfil · e7 negres dama · h7 negres peó · a6 negres cavall · b6 negres peó · d5 negres peó · g5 negres peó · h5 blanques cavall · c4 negres torre · d4 blanques peó · e4 negres peó · g3 blanques peó · a2 blanques peó · b2 blanques dama · e2 blanques peó · f2 blanques peó · g2 blanques alfil · h2 blanques peó · d1 blanques torre · g1 blanques rei | g8 negres rei · a7 negres peó · b7 negres alfil · e7 negres dama · h7 negres peó · a6 negres cavall · b6 negres peó · d5 negres peó · g5 negres peó · h5 blanques cavall · c4 negres torre · d4 blanques peó · e4 negres peó · g3 blanques peó · a2 blanques peó · b2 blanques dama · e2 blanques peó · f2 blanques peó · g2 blanques alfil · h2 blanques peó · d1 blanques torre · g1 blanques rei | 6 |
| 5 | g8 negres rei · a7 negres peó · b7 negres alfil · e7 negres dama · h7 negres peó · a6 negres cavall · b6 negres peó · d5 negres peó · g5 negres peó · h5 blanques cavall · c4 negres torre · d4 blanques peó · e4 negres peó · g3 blanques peó · a2 blanques peó · b2 blanques dama · e2 blanques peó · f2 blanques peó · g2 blanques alfil · h2 blanques peó · d1 blanques torre · g1 blanques rei | g8 negres rei · a7 negres peó · b7 negres alfil · e7 negres dama · h7 negres peó · a6 negres cavall · b6 negres peó · d5 negres peó · g5 negres peó · h5 blanques cavall · c4 negres torre · d4 blanques peó · e4 negres peó · g3 blanques peó · a2 blanques peó · b2 blanques dama · e2 blanques peó · f2 blanques peó · g2 blanques alfil · h2 blanques peó · d1 blanques torre · g1 blanques rei | g8 negres rei · a7 negres peó · b7 negres alfil · e7 negres dama · h7 negres peó · a6 negres cavall · b6 negres peó · d5 negres peó · g5 negres peó · h5 blanques cavall · c4 negres torre · d4 blanques peó · e4 negres peó · g3 blanques peó · a2 blanques peó · b2 blanques dama · e2 blanques peó · f2 blanques peó · g2 blanques alfil · h2 blanques peó · d1 blanques torre · g1 blanques rei | g8 negres rei · a7 negres peó · b7 negres alfil · e7 negres dama · h7 negres peó · a6 negres cavall · b6 negres peó · d5 negres peó · g5 negres peó · h5 blanques cavall · c4 negres torre · d4 blanques peó · e4 negres peó · g3 blanques peó · a2 blanques peó · b2 blanques dama · e2 blanques peó · f2 blanques peó · g2 blanques alfil · h2 blanques peó · d1 blanques torre · g1 blanques rei | g8 negres rei · a7 negres peó · b7 negres alfil · e7 negres dama · h7 negres peó · a6 negres cavall · b6 negres peó · d5 negres peó · g5 negres peó · h5 blanques cavall · c4 negres torre · d4 blanques peó · e4 negres peó · g3 blanques peó · a2 blanques peó · b2 blanques dama · e2 blanques peó · f2 blanques peó · g2 blanques alfil · h2 blanques peó · d1 blanques torre · g1 blanques rei | g8 negres rei · a7 negres peó · b7 negres alfil · e7 negres dama · h7 negres peó · a6 negres cavall · b6 negres peó · d5 negres peó · g5 negres peó · h5 blanques cavall · c4 negres torre · d4 blanques peó · e4 negres peó · g3 blanques peó · a2 blanques peó · b2 blanques dama · e2 blanques peó · f2 blanques peó · g2 blanques alfil · h2 blanques peó · d1 blanques torre · g1 blanques rei | g8 negres rei · a7 negres peó · b7 negres alfil · e7 negres dama · h7 negres peó · a6 negres cavall · b6 negres peó · d5 negres peó · g5 negres peó · h5 blanques cavall · c4 negres torre · d4 blanques peó · e4 negres peó · g3 blanques peó · a2 blanques peó · b2 blanques dama · e2 blanques peó · f2 blanques peó · g2 blanques alfil · h2 blanques peó · d1 blanques torre · g1 blanques rei | g8 negres rei · a7 negres peó · b7 negres alfil · e7 negres dama · h7 negres peó · a6 negres cavall · b6 negres peó · d5 negres peó · g5 negres peó · h5 blanques cavall · c4 negres torre · d4 blanques peó · e4 negres peó · g3 blanques peó · a2 blanques peó · b2 blanques dama · e2 blanques peó · f2 blanques peó · g2 blanques alfil · h2 blanques peó · d1 blanques torre · g1 blanques rei | 5 |
| 4 | g8 negres rei · a7 negres peó · b7 negres alfil · e7 negres dama · h7 negres peó · a6 negres cavall · b6 negres peó · d5 negres peó · g5 negres peó · h5 blanques cavall · c4 negres torre · d4 blanques peó · e4 negres peó · g3 blanques peó · a2 blanques peó · b2 blanques dama · e2 blanques peó · f2 blanques peó · g2 blanques alfil · h2 blanques peó · d1 blanques torre · g1 blanques rei | g8 negres rei · a7 negres peó · b7 negres alfil · e7 negres dama · h7 negres peó · a6 negres cavall · b6 negres peó · d5 negres peó · g5 negres peó · h5 blanques cavall · c4 negres torre · d4 blanques peó · e4 negres peó · g3 blanques peó · a2 blanques peó · b2 blanques dama · e2 blanques peó · f2 blanques peó · g2 blanques alfil · h2 blanques peó · d1 blanques torre · g1 blanques rei | g8 negres rei · a7 negres peó · b7 negres alfil · e7 negres dama · h7 negres peó · a6 negres cavall · b6 negres peó · d5 negres peó · g5 negres peó · h5 blanques cavall · c4 negres torre · d4 blanques peó · e4 negres peó · g3 blanques peó · a2 blanques peó · b2 blanques dama · e2 blanques peó · f2 blanques peó · g2 blanques alfil · h2 blanques peó · d1 blanques torre · g1 blanques rei | g8 negres rei · a7 negres peó · b7 negres alfil · e7 negres dama · h7 negres peó · a6 negres cavall · b6 negres peó · d5 negres peó · g5 negres peó · h5 blanques cavall · c4 negres torre · d4 blanques peó · e4 negres peó · g3 blanques peó · a2 blanques peó · b2 blanques dama · e2 blanques peó · f2 blanques peó · g2 blanques alfil · h2 blanques peó · d1 blanques torre · g1 blanques rei | g8 negres rei · a7 negres peó · b7 negres alfil · e7 negres dama · h7 negres peó · a6 negres cavall · b6 negres peó · d5 negres peó · g5 negres peó · h5 blanques cavall · c4 negres torre · d4 blanques peó · e4 negres peó · g3 blanques peó · a2 blanques peó · b2 blanques dama · e2 blanques peó · f2 blanques peó · g2 blanques alfil · h2 blanques peó · d1 blanques torre · g1 blanques rei | g8 negres rei · a7 negres peó · b7 negres alfil · e7 negres dama · h7 negres peó · a6 negres cavall · b6 negres peó · d5 negres peó · g5 negres peó · h5 blanques cavall · c4 negres torre · d4 blanques peó · e4 negres peó · g3 blanques peó · a2 blanques peó · b2 blanques dama · e2 blanques peó · f2 blanques peó · g2 blanques alfil · h2 blanques peó · d1 blanques torre · g1 blanques rei | g8 negres rei · a7 negres peó · b7 negres alfil · e7 negres dama · h7 negres peó · a6 negres cavall · b6 negres peó · d5 negres peó · g5 negres peó · h5 blanques cavall · c4 negres torre · d4 blanques peó · e4 negres peó · g3 blanques peó · a2 blanques peó · b2 blanques dama · e2 blanques peó · f2 blanques peó · g2 blanques alfil · h2 blanques peó · d1 blanques torre · g1 blanques rei | g8 negres rei · a7 negres peó · b7 negres alfil · e7 negres dama · h7 negres peó · a6 negres cavall · b6 negres peó · d5 negres peó · g5 negres peó · h5 blanques cavall · c4 negres torre · d4 blanques peó · e4 negres peó · g3 blanques peó · a2 blanques peó · b2 blanques dama · e2 blanques peó · f2 blanques peó · g2 blanques alfil · h2 blanques peó · d1 blanques torre · g1 blanques rei | 4 |
| 3 | g8 negres rei · a7 negres peó · b7 negres alfil · e7 negres dama · h7 negres peó · a6 negres cavall · b6 negres peó · d5 negres peó · g5 negres peó · h5 blanques cavall · c4 negres torre · d4 blanques peó · e4 negres peó · g3 blanques peó · a2 blanques peó · b2 blanques dama · e2 blanques peó · f2 blanques peó · g2 blanques alfil · h2 blanques peó · d1 blanques torre · g1 blanques rei | g8 negres rei · a7 negres peó · b7 negres alfil · e7 negres dama · h7 negres peó · a6 negres cavall · b6 negres peó · d5 negres peó · g5 negres peó · h5 blanques cavall · c4 negres torre · d4 blanques peó · e4 negres peó · g3 blanques peó · a2 blanques peó · b2 blanques dama · e2 blanques peó · f2 blanques peó · g2 blanques alfil · h2 blanques peó · d1 blanques torre · g1 blanques rei | g8 negres rei · a7 negres peó · b7 negres alfil · e7 negres dama · h7 negres peó · a6 negres cavall · b6 negres peó · d5 negres peó · g5 negres peó · h5 blanques cavall · c4 negres torre · d4 blanques peó · e4 negres peó · g3 blanques peó · a2 blanques peó · b2 blanques dama · e2 blanques peó · f2 blanques peó · g2 blanques alfil · h2 blanques peó · d1 blanques torre · g1 blanques rei | g8 negres rei · a7 negres peó · b7 negres alfil · e7 negres dama · h7 negres peó · a6 negres cavall · b6 negres peó · d5 negres peó · g5 negres peó · h5 blanques cavall · c4 negres torre · d4 blanques peó · e4 negres peó · g3 blanques peó · a2 blanques peó · b2 blanques dama · e2 blanques peó · f2 blanques peó · g2 blanques alfil · h2 blanques peó · d1 blanques torre · g1 blanques rei | g8 negres rei · a7 negres peó · b7 negres alfil · e7 negres dama · h7 negres peó · a6 negres cavall · b6 negres peó · d5 negres peó · g5 negres peó · h5 blanques cavall · c4 negres torre · d4 blanques peó · e4 negres peó · g3 blanques peó · a2 blanques peó · b2 blanques dama · e2 blanques peó · f2 blanques peó · g2 blanques alfil · h2 blanques peó · d1 blanques torre · g1 blanques rei | g8 negres rei · a7 negres peó · b7 negres alfil · e7 negres dama · h7 negres peó · a6 negres cavall · b6 negres peó · d5 negres peó · g5 negres peó · h5 blanques cavall · c4 negres torre · d4 blanques peó · e4 negres peó · g3 blanques peó · a2 blanques peó · b2 blanques dama · e2 blanques peó · f2 blanques peó · g2 blanques alfil · h2 blanques peó · d1 blanques torre · g1 blanques rei | g8 negres rei · a7 negres peó · b7 negres alfil · e7 negres dama · h7 negres peó · a6 negres cavall · b6 negres peó · d5 negres peó · g5 negres peó · h5 blanques cavall · c4 negres torre · d4 blanques peó · e4 negres peó · g3 blanques peó · a2 blanques peó · b2 blanques dama · e2 blanques peó · f2 blanques peó · g2 blanques alfil · h2 blanques peó · d1 blanques torre · g1 blanques rei | g8 negres rei · a7 negres peó · b7 negres alfil · e7 negres dama · h7 negres peó · a6 negres cavall · b6 negres peó · d5 negres peó · g5 negres peó · h5 blanques cavall · c4 negres torre · d4 blanques peó · e4 negres peó · g3 blanques peó · a2 blanques peó · b2 blanques dama · e2 blanques peó · f2 blanques peó · g2 blanques alfil · h2 blanques peó · d1 blanques torre · g1 blanques rei | 3 |
| 2 | g8 negres rei · a7 negres peó · b7 negres alfil · e7 negres dama · h7 negres peó · a6 negres cavall · b6 negres peó · d5 negres peó · g5 negres peó · h5 blanques cavall · c4 negres torre · d4 blanques peó · e4 negres peó · g3 blanques peó · a2 blanques peó · b2 blanques dama · e2 blanques peó · f2 blanques peó · g2 blanques alfil · h2 blanques peó · d1 blanques torre · g1 blanques rei | g8 negres rei · a7 negres peó · b7 negres alfil · e7 negres dama · h7 negres peó · a6 negres cavall · b6 negres peó · d5 negres peó · g5 negres peó · h5 blanques cavall · c4 negres torre · d4 blanques peó · e4 negres peó · g3 blanques peó · a2 blanques peó · b2 blanques dama · e2 blanques peó · f2 blanques peó · g2 blanques alfil · h2 blanques peó · d1 blanques torre · g1 blanques rei | g8 negres rei · a7 negres peó · b7 negres alfil · e7 negres dama · h7 negres peó · a6 negres cavall · b6 negres peó · d5 negres peó · g5 negres peó · h5 blanques cavall · c4 negres torre · d4 blanques peó · e4 negres peó · g3 blanques peó · a2 blanques peó · b2 blanques dama · e2 blanques peó · f2 blanques peó · g2 blanques alfil · h2 blanques peó · d1 blanques torre · g1 blanques rei | g8 negres rei · a7 negres peó · b7 negres alfil · e7 negres dama · h7 negres peó · a6 negres cavall · b6 negres peó · d5 negres peó · g5 negres peó · h5 blanques cavall · c4 negres torre · d4 blanques peó · e4 negres peó · g3 blanques peó · a2 blanques peó · b2 blanques dama · e2 blanques peó · f2 blanques peó · g2 blanques alfil · h2 blanques peó · d1 blanques torre · g1 blanques rei | g8 negres rei · a7 negres peó · b7 negres alfil · e7 negres dama · h7 negres peó · a6 negres cavall · b6 negres peó · d5 negres peó · g5 negres peó · h5 blanques cavall · c4 negres torre · d4 blanques peó · e4 negres peó · g3 blanques peó · a2 blanques peó · b2 blanques dama · e2 blanques peó · f2 blanques peó · g2 blanques alfil · h2 blanques peó · d1 blanques torre · g1 blanques rei | g8 negres rei · a7 negres peó · b7 negres alfil · e7 negres dama · h7 negres peó · a6 negres cavall · b6 negres peó · d5 negres peó · g5 negres peó · h5 blanques cavall · c4 negres torre · d4 blanques peó · e4 negres peó · g3 blanques peó · a2 blanques peó · b2 blanques dama · e2 blanques peó · f2 blanques peó · g2 blanques alfil · h2 blanques peó · d1 blanques torre · g1 blanques rei | g8 negres rei · a7 negres peó · b7 negres alfil · e7 negres dama · h7 negres peó · a6 negres cavall · b6 negres peó · d5 negres peó · g5 negres peó · h5 blanques cavall · c4 negres torre · d4 blanques peó · e4 negres peó · g3 blanques peó · a2 blanques peó · b2 blanques dama · e2 blanques peó · f2 blanques peó · g2 blanques alfil · h2 blanques peó · d1 blanques torre · g1 blanques rei | g8 negres rei · a7 negres peó · b7 negres alfil · e7 negres dama · h7 negres peó · a6 negres cavall · b6 negres peó · d5 negres peó · g5 negres peó · h5 blanques cavall · c4 negres torre · d4 blanques peó · e4 negres peó · g3 blanques peó · a2 blanques peó · b2 blanques dama · e2 blanques peó · f2 blanques peó · g2 blanques alfil · h2 blanques peó · d1 blanques torre · g1 blanques rei | 2 |
| 1 | g8 negres rei · a7 negres peó · b7 negres alfil · e7 negres dama · h7 negres peó · a6 negres cavall · b6 negres peó · d5 negres peó · g5 negres peó · h5 blanques cavall · c4 negres torre · d4 blanques peó · e4 negres peó · g3 blanques peó · a2 blanques peó · b2 blanques dama · e2 blanques peó · f2 blanques peó · g2 blanques alfil · h2 blanques peó · d1 blanques torre · g1 blanques rei | g8 negres rei · a7 negres peó · b7 negres alfil · e7 negres dama · h7 negres peó · a6 negres cavall · b6 negres peó · d5 negres peó · g5 negres peó · h5 blanques cavall · c4 negres torre · d4 blanques peó · e4 negres peó · g3 blanques peó · a2 blanques peó · b2 blanques dama · e2 blanques peó · f2 blanques peó · g2 blanques alfil · h2 blanques peó · d1 blanques torre · g1 blanques rei | g8 negres rei · a7 negres peó · b7 negres alfil · e7 negres dama · h7 negres peó · a6 negres cavall · b6 negres peó · d5 negres peó · g5 negres peó · h5 blanques cavall · c4 negres torre · d4 blanques peó · e4 negres peó · g3 blanques peó · a2 blanques peó · b2 blanques dama · e2 blanques peó · f2 blanques peó · g2 blanques alfil · h2 blanques peó · d1 blanques torre · g1 blanques rei | g8 negres rei · a7 negres peó · b7 negres alfil · e7 negres dama · h7 negres peó · a6 negres cavall · b6 negres peó · d5 negres peó · g5 negres peó · h5 blanques cavall · c4 negres torre · d4 blanques peó · e4 negres peó · g3 blanques peó · a2 blanques peó · b2 blanques dama · e2 blanques peó · f2 blanques peó · g2 blanques alfil · h2 blanques peó · d1 blanques torre · g1 blanques rei | g8 negres rei · a7 negres peó · b7 negres alfil · e7 negres dama · h7 negres peó · a6 negres cavall · b6 negres peó · d5 negres peó · g5 negres peó · h5 blanques cavall · c4 negres torre · d4 blanques peó · e4 negres peó · g3 blanques peó · a2 blanques peó · b2 blanques dama · e2 blanques peó · f2 blanques peó · g2 blanques alfil · h2 blanques peó · d1 blanques torre · g1 blanques rei | g8 negres rei · a7 negres peó · b7 negres alfil · e7 negres dama · h7 negres peó · a6 negres cavall · b6 negres peó · d5 negres peó · g5 negres peó · h5 blanques cavall · c4 negres torre · d4 blanques peó · e4 negres peó · g3 blanques peó · a2 blanques peó · b2 blanques dama · e2 blanques peó · f2 blanques peó · g2 blanques alfil · h2 blanques peó · d1 blanques torre · g1 blanques rei | g8 negres rei · a7 negres peó · b7 negres alfil · e7 negres dama · h7 negres peó · a6 negres cavall · b6 negres peó · d5 negres peó · g5 negres peó · h5 blanques cavall · c4 negres torre · d4 blanques peó · e4 negres peó · g3 blanques peó · a2 blanques peó · b2 blanques dama · e2 blanques peó · f2 blanques peó · g2 blanques alfil · h2 blanques peó · d1 blanques torre · g1 blanques rei | g8 negres rei · a7 negres peó · b7 negres alfil · e7 negres dama · h7 negres peó · a6 negres cavall · b6 negres peó · d5 negres peó · g5 negres peó · h5 blanques cavall · c4 negres torre · d4 blanques peó · e4 negres peó · g3 blanques peó · a2 blanques peó · b2 blanques dama · e2 blanques peó · f2 blanques peó · g2 blanques alfil · h2 blanques peó · d1 blanques torre · g1 blanques rei | 1 |
|   | a | b | c | d | e | f | g | h |   |

- Giovanni Vescovi (2490) – Michael Bezold (2500), "Mermaid Beach Club", Bermuda, 6a ronda, 1997; ECO: A81

1. d4 d5 2. Cf3 e6 3. g3 f5 4. Ag2 Cf6 5. b3 c6 6. O-O b6 7. c4 Ab7 8. Dc2 Ca6 9. Aa3 Axa3 10. Cxa3 De7 11. Db2 O-O 12. Tac1 Tac8 13. Cb1 Tfd8 14. Cbd2 c5 15.Tfd1 Tc7 16. cxd5 exd5 17. Ce5 Ce4 18. Cd3 Tdc8 19. Cf4 g5 20. Cxe4 fxe4 21.Ch5 c4 22. bxc4 Txc4 23. Txc4 Txc4 24. Axe4 dxe4 25. d5 Tc8 26. d6 Df7 27. d7 Td8 28. Cf6+ Rf8 29. Cxh7+ Rg8 30. Cf6+ Rf8 31. De5 Cc5 32. Ch7+ Rg8 33. Dxg5+ Rxh7 34. Dxd8 Cd3 1-0
Vescovi va assolir la posició reflectida al diagrama de la dreta amb blanques, jugant contra Michael Bezold (negres) a la 6a ronda del Torneig "Mermaid Beach Club", el 1997. Aquí, va jugar la bonica 24. Axe4!! i la partida va seguir: de4 25. d5 Tc8 26. d6 Df7 27. d7 Td8 28. Cf6+ Rf8
|   | a | b | c | d | e | f | g | h |   |
| 8 | d8 negres torre · f8 negres rei · a7 negres peó · b7 negres alfil · d7 blanques peó · f7 negres dama · h7 negres peó · a6 negres cavall · b6 negres peó · f6 blanques cavall · g5 negres peó · e4 negres peó · g3 blanques peó · a2 blanques peó · b2 blanques dama · e2 blanques peó · f2 blanques peó · h2 blanques peó · d1 blanques torre · g1 blanques rei | d8 negres torre · f8 negres rei · a7 negres peó · b7 negres alfil · d7 blanques peó · f7 negres dama · h7 negres peó · a6 negres cavall · b6 negres peó · f6 blanques cavall · g5 negres peó · e4 negres peó · g3 blanques peó · a2 blanques peó · b2 blanques dama · e2 blanques peó · f2 blanques peó · h2 blanques peó · d1 blanques torre · g1 blanques rei | d8 negres torre · f8 negres rei · a7 negres peó · b7 negres alfil · d7 blanques peó · f7 negres dama · h7 negres peó · a6 negres cavall · b6 negres peó · f6 blanques cavall · g5 negres peó · e4 negres peó · g3 blanques peó · a2 blanques peó · b2 blanques dama · e2 blanques peó · f2 blanques peó · h2 blanques peó · d1 blanques torre · g1 blanques rei | d8 negres torre · f8 negres rei · a7 negres peó · b7 negres alfil · d7 blanques peó · f7 negres dama · h7 negres peó · a6 negres cavall · b6 negres peó · f6 blanques cavall · g5 negres peó · e4 negres peó · g3 blanques peó · a2 blanques peó · b2 blanques dama · e2 blanques peó · f2 blanques peó · h2 blanques peó · d1 blanques torre · g1 blanques rei | d8 negres torre · f8 negres rei · a7 negres peó · b7 negres alfil · d7 blanques peó · f7 negres dama · h7 negres peó · a6 negres cavall · b6 negres peó · f6 blanques cavall · g5 negres peó · e4 negres peó · g3 blanques peó · a2 blanques peó · b2 blanques dama · e2 blanques peó · f2 blanques peó · h2 blanques peó · d1 blanques torre · g1 blanques rei | d8 negres torre · f8 negres rei · a7 negres peó · b7 negres alfil · d7 blanques peó · f7 negres dama · h7 negres peó · a6 negres cavall · b6 negres peó · f6 blanques cavall · g5 negres peó · e4 negres peó · g3 blanques peó · a2 blanques peó · b2 blanques dama · e2 blanques peó · f2 blanques peó · h2 blanques peó · d1 blanques torre · g1 blanques rei | d8 negres torre · f8 negres rei · a7 negres peó · b7 negres alfil · d7 blanques peó · f7 negres dama · h7 negres peó · a6 negres cavall · b6 negres peó · f6 blanques cavall · g5 negres peó · e4 negres peó · g3 blanques peó · a2 blanques peó · b2 blanques dama · e2 blanques peó · f2 blanques peó · h2 blanques peó · d1 blanques torre · g1 blanques rei | d8 negres torre · f8 negres rei · a7 negres peó · b7 negres alfil · d7 blanques peó · f7 negres dama · h7 negres peó · a6 negres cavall · b6 negres peó · f6 blanques cavall · g5 negres peó · e4 negres peó · g3 blanques peó · a2 blanques peó · b2 blanques dama · e2 blanques peó · f2 blanques peó · h2 blanques peó · d1 blanques torre · g1 blanques rei | 8 |
| 7 | d8 negres torre · f8 negres rei · a7 negres peó · b7 negres alfil · d7 blanques peó · f7 negres dama · h7 negres peó · a6 negres cavall · b6 negres peó · f6 blanques cavall · g5 negres peó · e4 negres peó · g3 blanques peó · a2 blanques peó · b2 blanques dama · e2 blanques peó · f2 blanques peó · h2 blanques peó · d1 blanques torre · g1 blanques rei | d8 negres torre · f8 negres rei · a7 negres peó · b7 negres alfil · d7 blanques peó · f7 negres dama · h7 negres peó · a6 negres cavall · b6 negres peó · f6 blanques cavall · g5 negres peó · e4 negres peó · g3 blanques peó · a2 blanques peó · b2 blanques dama · e2 blanques peó · f2 blanques peó · h2 blanques peó · d1 blanques torre · g1 blanques rei | d8 negres torre · f8 negres rei · a7 negres peó · b7 negres alfil · d7 blanques peó · f7 negres dama · h7 negres peó · a6 negres cavall · b6 negres peó · f6 blanques cavall · g5 negres peó · e4 negres peó · g3 blanques peó · a2 blanques peó · b2 blanques dama · e2 blanques peó · f2 blanques peó · h2 blanques peó · d1 blanques torre · g1 blanques rei | d8 negres torre · f8 negres rei · a7 negres peó · b7 negres alfil · d7 blanques peó · f7 negres dama · h7 negres peó · a6 negres cavall · b6 negres peó · f6 blanques cavall · g5 negres peó · e4 negres peó · g3 blanques peó · a2 blanques peó · b2 blanques dama · e2 blanques peó · f2 blanques peó · h2 blanques peó · d1 blanques torre · g1 blanques rei | d8 negres torre · f8 negres rei · a7 negres peó · b7 negres alfil · d7 blanques peó · f7 negres dama · h7 negres peó · a6 negres cavall · b6 negres peó · f6 blanques cavall · g5 negres peó · e4 negres peó · g3 blanques peó · a2 blanques peó · b2 blanques dama · e2 blanques peó · f2 blanques peó · h2 blanques peó · d1 blanques torre · g1 blanques rei | d8 negres torre · f8 negres rei · a7 negres peó · b7 negres alfil · d7 blanques peó · f7 negres dama · h7 negres peó · a6 negres cavall · b6 negres peó · f6 blanques cavall · g5 negres peó · e4 negres peó · g3 blanques peó · a2 blanques peó · b2 blanques dama · e2 blanques peó · f2 blanques peó · h2 blanques peó · d1 blanques torre · g1 blanques rei | d8 negres torre · f8 negres rei · a7 negres peó · b7 negres alfil · d7 blanques peó · f7 negres dama · h7 negres peó · a6 negres cavall · b6 negres peó · f6 blanques cavall · g5 negres peó · e4 negres peó · g3 blanques peó · a2 blanques peó · b2 blanques dama · e2 blanques peó · f2 blanques peó · h2 blanques peó · d1 blanques torre · g1 blanques rei | d8 negres torre · f8 negres rei · a7 negres peó · b7 negres alfil · d7 blanques peó · f7 negres dama · h7 negres peó · a6 negres cavall · b6 negres peó · f6 blanques cavall · g5 negres peó · e4 negres peó · g3 blanques peó · a2 blanques peó · b2 blanques dama · e2 blanques peó · f2 blanques peó · h2 blanques peó · d1 blanques torre · g1 blanques rei | 7 |
| 6 | d8 negres torre · f8 negres rei · a7 negres peó · b7 negres alfil · d7 blanques peó · f7 negres dama · h7 negres peó · a6 negres cavall · b6 negres peó · f6 blanques cavall · g5 negres peó · e4 negres peó · g3 blanques peó · a2 blanques peó · b2 blanques dama · e2 blanques peó · f2 blanques peó · h2 blanques peó · d1 blanques torre · g1 blanques rei | d8 negres torre · f8 negres rei · a7 negres peó · b7 negres alfil · d7 blanques peó · f7 negres dama · h7 negres peó · a6 negres cavall · b6 negres peó · f6 blanques cavall · g5 negres peó · e4 negres peó · g3 blanques peó · a2 blanques peó · b2 blanques dama · e2 blanques peó · f2 blanques peó · h2 blanques peó · d1 blanques torre · g1 blanques rei | d8 negres torre · f8 negres rei · a7 negres peó · b7 negres alfil · d7 blanques peó · f7 negres dama · h7 negres peó · a6 negres cavall · b6 negres peó · f6 blanques cavall · g5 negres peó · e4 negres peó · g3 blanques peó · a2 blanques peó · b2 blanques dama · e2 blanques peó · f2 blanques peó · h2 blanques peó · d1 blanques torre · g1 blanques rei | d8 negres torre · f8 negres rei · a7 negres peó · b7 negres alfil · d7 blanques peó · f7 negres dama · h7 negres peó · a6 negres cavall · b6 negres peó · f6 blanques cavall · g5 negres peó · e4 negres peó · g3 blanques peó · a2 blanques peó · b2 blanques dama · e2 blanques peó · f2 blanques peó · h2 blanques peó · d1 blanques torre · g1 blanques rei | d8 negres torre · f8 negres rei · a7 negres peó · b7 negres alfil · d7 blanques peó · f7 negres dama · h7 negres peó · a6 negres cavall · b6 negres peó · f6 blanques cavall · g5 negres peó · e4 negres peó · g3 blanques peó · a2 blanques peó · b2 blanques dama · e2 blanques peó · f2 blanques peó · h2 blanques peó · d1 blanques torre · g1 blanques rei | d8 negres torre · f8 negres rei · a7 negres peó · b7 negres alfil · d7 blanques peó · f7 negres dama · h7 negres peó · a6 negres cavall · b6 negres peó · f6 blanques cavall · g5 negres peó · e4 negres peó · g3 blanques peó · a2 blanques peó · b2 blanques dama · e2 blanques peó · f2 blanques peó · h2 blanques peó · d1 blanques torre · g1 blanques rei | d8 negres torre · f8 negres rei · a7 negres peó · b7 negres alfil · d7 blanques peó · f7 negres dama · h7 negres peó · a6 negres cavall · b6 negres peó · f6 blanques cavall · g5 negres peó · e4 negres peó · g3 blanques peó · a2 blanques peó · b2 blanques dama · e2 blanques peó · f2 blanques peó · h2 blanques peó · d1 blanques torre · g1 blanques rei | d8 negres torre · f8 negres rei · a7 negres peó · b7 negres alfil · d7 blanques peó · f7 negres dama · h7 negres peó · a6 negres cavall · b6 negres peó · f6 blanques cavall · g5 negres peó · e4 negres peó · g3 blanques peó · a2 blanques peó · b2 blanques dama · e2 blanques peó · f2 blanques peó · h2 blanques peó · d1 blanques torre · g1 blanques rei | 6 |
| 5 | d8 negres torre · f8 negres rei · a7 negres peó · b7 negres alfil · d7 blanques peó · f7 negres dama · h7 negres peó · a6 negres cavall · b6 negres peó · f6 blanques cavall · g5 negres peó · e4 negres peó · g3 blanques peó · a2 blanques peó · b2 blanques dama · e2 blanques peó · f2 blanques peó · h2 blanques peó · d1 blanques torre · g1 blanques rei | d8 negres torre · f8 negres rei · a7 negres peó · b7 negres alfil · d7 blanques peó · f7 negres dama · h7 negres peó · a6 negres cavall · b6 negres peó · f6 blanques cavall · g5 negres peó · e4 negres peó · g3 blanques peó · a2 blanques peó · b2 blanques dama · e2 blanques peó · f2 blanques peó · h2 blanques peó · d1 blanques torre · g1 blanques rei | d8 negres torre · f8 negres rei · a7 negres peó · b7 negres alfil · d7 blanques peó · f7 negres dama · h7 negres peó · a6 negres cavall · b6 negres peó · f6 blanques cavall · g5 negres peó · e4 negres peó · g3 blanques peó · a2 blanques peó · b2 blanques dama · e2 blanques peó · f2 blanques peó · h2 blanques peó · d1 blanques torre · g1 blanques rei | d8 negres torre · f8 negres rei · a7 negres peó · b7 negres alfil · d7 blanques peó · f7 negres dama · h7 negres peó · a6 negres cavall · b6 negres peó · f6 blanques cavall · g5 negres peó · e4 negres peó · g3 blanques peó · a2 blanques peó · b2 blanques dama · e2 blanques peó · f2 blanques peó · h2 blanques peó · d1 blanques torre · g1 blanques rei | d8 negres torre · f8 negres rei · a7 negres peó · b7 negres alfil · d7 blanques peó · f7 negres dama · h7 negres peó · a6 negres cavall · b6 negres peó · f6 blanques cavall · g5 negres peó · e4 negres peó · g3 blanques peó · a2 blanques peó · b2 blanques dama · e2 blanques peó · f2 blanques peó · h2 blanques peó · d1 blanques torre · g1 blanques rei | d8 negres torre · f8 negres rei · a7 negres peó · b7 negres alfil · d7 blanques peó · f7 negres dama · h7 negres peó · a6 negres cavall · b6 negres peó · f6 blanques cavall · g5 negres peó · e4 negres peó · g3 blanques peó · a2 blanques peó · b2 blanques dama · e2 blanques peó · f2 blanques peó · h2 blanques peó · d1 blanques torre · g1 blanques rei | d8 negres torre · f8 negres rei · a7 negres peó · b7 negres alfil · d7 blanques peó · f7 negres dama · h7 negres peó · a6 negres cavall · b6 negres peó · f6 blanques cavall · g5 negres peó · e4 negres peó · g3 blanques peó · a2 blanques peó · b2 blanques dama · e2 blanques peó · f2 blanques peó · h2 blanques peó · d1 blanques torre · g1 blanques rei | d8 negres torre · f8 negres rei · a7 negres peó · b7 negres alfil · d7 blanques peó · f7 negres dama · h7 negres peó · a6 negres cavall · b6 negres peó · f6 blanques cavall · g5 negres peó · e4 negres peó · g3 blanques peó · a2 blanques peó · b2 blanques dama · e2 blanques peó · f2 blanques peó · h2 blanques peó · d1 blanques torre · g1 blanques rei | 5 |
| 4 | d8 negres torre · f8 negres rei · a7 negres peó · b7 negres alfil · d7 blanques peó · f7 negres dama · h7 negres peó · a6 negres cavall · b6 negres peó · f6 blanques cavall · g5 negres peó · e4 negres peó · g3 blanques peó · a2 blanques peó · b2 blanques dama · e2 blanques peó · f2 blanques peó · h2 blanques peó · d1 blanques torre · g1 blanques rei | d8 negres torre · f8 negres rei · a7 negres peó · b7 negres alfil · d7 blanques peó · f7 negres dama · h7 negres peó · a6 negres cavall · b6 negres peó · f6 blanques cavall · g5 negres peó · e4 negres peó · g3 blanques peó · a2 blanques peó · b2 blanques dama · e2 blanques peó · f2 blanques peó · h2 blanques peó · d1 blanques torre · g1 blanques rei | d8 negres torre · f8 negres rei · a7 negres peó · b7 negres alfil · d7 blanques peó · f7 negres dama · h7 negres peó · a6 negres cavall · b6 negres peó · f6 blanques cavall · g5 negres peó · e4 negres peó · g3 blanques peó · a2 blanques peó · b2 blanques dama · e2 blanques peó · f2 blanques peó · h2 blanques peó · d1 blanques torre · g1 blanques rei | d8 negres torre · f8 negres rei · a7 negres peó · b7 negres alfil · d7 blanques peó · f7 negres dama · h7 negres peó · a6 negres cavall · b6 negres peó · f6 blanques cavall · g5 negres peó · e4 negres peó · g3 blanques peó · a2 blanques peó · b2 blanques dama · e2 blanques peó · f2 blanques peó · h2 blanques peó · d1 blanques torre · g1 blanques rei | d8 negres torre · f8 negres rei · a7 negres peó · b7 negres alfil · d7 blanques peó · f7 negres dama · h7 negres peó · a6 negres cavall · b6 negres peó · f6 blanques cavall · g5 negres peó · e4 negres peó · g3 blanques peó · a2 blanques peó · b2 blanques dama · e2 blanques peó · f2 blanques peó · h2 blanques peó · d1 blanques torre · g1 blanques rei | d8 negres torre · f8 negres rei · a7 negres peó · b7 negres alfil · d7 blanques peó · f7 negres dama · h7 negres peó · a6 negres cavall · b6 negres peó · f6 blanques cavall · g5 negres peó · e4 negres peó · g3 blanques peó · a2 blanques peó · b2 blanques dama · e2 blanques peó · f2 blanques peó · h2 blanques peó · d1 blanques torre · g1 blanques rei | d8 negres torre · f8 negres rei · a7 negres peó · b7 negres alfil · d7 blanques peó · f7 negres dama · h7 negres peó · a6 negres cavall · b6 negres peó · f6 blanques cavall · g5 negres peó · e4 negres peó · g3 blanques peó · a2 blanques peó · b2 blanques dama · e2 blanques peó · f2 blanques peó · h2 blanques peó · d1 blanques torre · g1 blanques rei | d8 negres torre · f8 negres rei · a7 negres peó · b7 negres alfil · d7 blanques peó · f7 negres dama · h7 negres peó · a6 negres cavall · b6 negres peó · f6 blanques cavall · g5 negres peó · e4 negres peó · g3 blanques peó · a2 blanques peó · b2 blanques dama · e2 blanques peó · f2 blanques peó · h2 blanques peó · d1 blanques torre · g1 blanques rei | 4 |
| 3 | d8 negres torre · f8 negres rei · a7 negres peó · b7 negres alfil · d7 blanques peó · f7 negres dama · h7 negres peó · a6 negres cavall · b6 negres peó · f6 blanques cavall · g5 negres peó · e4 negres peó · g3 blanques peó · a2 blanques peó · b2 blanques dama · e2 blanques peó · f2 blanques peó · h2 blanques peó · d1 blanques torre · g1 blanques rei | d8 negres torre · f8 negres rei · a7 negres peó · b7 negres alfil · d7 blanques peó · f7 negres dama · h7 negres peó · a6 negres cavall · b6 negres peó · f6 blanques cavall · g5 negres peó · e4 negres peó · g3 blanques peó · a2 blanques peó · b2 blanques dama · e2 blanques peó · f2 blanques peó · h2 blanques peó · d1 blanques torre · g1 blanques rei | d8 negres torre · f8 negres rei · a7 negres peó · b7 negres alfil · d7 blanques peó · f7 negres dama · h7 negres peó · a6 negres cavall · b6 negres peó · f6 blanques cavall · g5 negres peó · e4 negres peó · g3 blanques peó · a2 blanques peó · b2 blanques dama · e2 blanques peó · f2 blanques peó · h2 blanques peó · d1 blanques torre · g1 blanques rei | d8 negres torre · f8 negres rei · a7 negres peó · b7 negres alfil · d7 blanques peó · f7 negres dama · h7 negres peó · a6 negres cavall · b6 negres peó · f6 blanques cavall · g5 negres peó · e4 negres peó · g3 blanques peó · a2 blanques peó · b2 blanques dama · e2 blanques peó · f2 blanques peó · h2 blanques peó · d1 blanques torre · g1 blanques rei | d8 negres torre · f8 negres rei · a7 negres peó · b7 negres alfil · d7 blanques peó · f7 negres dama · h7 negres peó · a6 negres cavall · b6 negres peó · f6 blanques cavall · g5 negres peó · e4 negres peó · g3 blanques peó · a2 blanques peó · b2 blanques dama · e2 blanques peó · f2 blanques peó · h2 blanques peó · d1 blanques torre · g1 blanques rei | d8 negres torre · f8 negres rei · a7 negres peó · b7 negres alfil · d7 blanques peó · f7 negres dama · h7 negres peó · a6 negres cavall · b6 negres peó · f6 blanques cavall · g5 negres peó · e4 negres peó · g3 blanques peó · a2 blanques peó · b2 blanques dama · e2 blanques peó · f2 blanques peó · h2 blanques peó · d1 blanques torre · g1 blanques rei | d8 negres torre · f8 negres rei · a7 negres peó · b7 negres alfil · d7 blanques peó · f7 negres dama · h7 negres peó · a6 negres cavall · b6 negres peó · f6 blanques cavall · g5 negres peó · e4 negres peó · g3 blanques peó · a2 blanques peó · b2 blanques dama · e2 blanques peó · f2 blanques peó · h2 blanques peó · d1 blanques torre · g1 blanques rei | d8 negres torre · f8 negres rei · a7 negres peó · b7 negres alfil · d7 blanques peó · f7 negres dama · h7 negres peó · a6 negres cavall · b6 negres peó · f6 blanques cavall · g5 negres peó · e4 negres peó · g3 blanques peó · a2 blanques peó · b2 blanques dama · e2 blanques peó · f2 blanques peó · h2 blanques peó · d1 blanques torre · g1 blanques rei | 3 |
| 2 | d8 negres torre · f8 negres rei · a7 negres peó · b7 negres alfil · d7 blanques peó · f7 negres dama · h7 negres peó · a6 negres cavall · b6 negres peó · f6 blanques cavall · g5 negres peó · e4 negres peó · g3 blanques peó · a2 blanques peó · b2 blanques dama · e2 blanques peó · f2 blanques peó · h2 blanques peó · d1 blanques torre · g1 blanques rei | d8 negres torre · f8 negres rei · a7 negres peó · b7 negres alfil · d7 blanques peó · f7 negres dama · h7 negres peó · a6 negres cavall · b6 negres peó · f6 blanques cavall · g5 negres peó · e4 negres peó · g3 blanques peó · a2 blanques peó · b2 blanques dama · e2 blanques peó · f2 blanques peó · h2 blanques peó · d1 blanques torre · g1 blanques rei | d8 negres torre · f8 negres rei · a7 negres peó · b7 negres alfil · d7 blanques peó · f7 negres dama · h7 negres peó · a6 negres cavall · b6 negres peó · f6 blanques cavall · g5 negres peó · e4 negres peó · g3 blanques peó · a2 blanques peó · b2 blanques dama · e2 blanques peó · f2 blanques peó · h2 blanques peó · d1 blanques torre · g1 blanques rei | d8 negres torre · f8 negres rei · a7 negres peó · b7 negres alfil · d7 blanques peó · f7 negres dama · h7 negres peó · a6 negres cavall · b6 negres peó · f6 blanques cavall · g5 negres peó · e4 negres peó · g3 blanques peó · a2 blanques peó · b2 blanques dama · e2 blanques peó · f2 blanques peó · h2 blanques peó · d1 blanques torre · g1 blanques rei | d8 negres torre · f8 negres rei · a7 negres peó · b7 negres alfil · d7 blanques peó · f7 negres dama · h7 negres peó · a6 negres cavall · b6 negres peó · f6 blanques cavall · g5 negres peó · e4 negres peó · g3 blanques peó · a2 blanques peó · b2 blanques dama · e2 blanques peó · f2 blanques peó · h2 blanques peó · d1 blanques torre · g1 blanques rei | d8 negres torre · f8 negres rei · a7 negres peó · b7 negres alfil · d7 blanques peó · f7 negres dama · h7 negres peó · a6 negres cavall · b6 negres peó · f6 blanques cavall · g5 negres peó · e4 negres peó · g3 blanques peó · a2 blanques peó · b2 blanques dama · e2 blanques peó · f2 blanques peó · h2 blanques peó · d1 blanques torre · g1 blanques rei | d8 negres torre · f8 negres rei · a7 negres peó · b7 negres alfil · d7 blanques peó · f7 negres dama · h7 negres peó · a6 negres cavall · b6 negres peó · f6 blanques cavall · g5 negres peó · e4 negres peó · g3 blanques peó · a2 blanques peó · b2 blanques dama · e2 blanques peó · f2 blanques peó · h2 blanques peó · d1 blanques torre · g1 blanques rei | d8 negres torre · f8 negres rei · a7 negres peó · b7 negres alfil · d7 blanques peó · f7 negres dama · h7 negres peó · a6 negres cavall · b6 negres peó · f6 blanques cavall · g5 negres peó · e4 negres peó · g3 blanques peó · a2 blanques peó · b2 blanques dama · e2 blanques peó · f2 blanques peó · h2 blanques peó · d1 blanques torre · g1 blanques rei | 2 |
| 1 | d8 negres torre · f8 negres rei · a7 negres peó · b7 negres alfil · d7 blanques peó · f7 negres dama · h7 negres peó · a6 negres cavall · b6 negres peó · f6 blanques cavall · g5 negres peó · e4 negres peó · g3 blanques peó · a2 blanques peó · b2 blanques dama · e2 blanques peó · f2 blanques peó · h2 blanques peó · d1 blanques torre · g1 blanques rei | d8 negres torre · f8 negres rei · a7 negres peó · b7 negres alfil · d7 blanques peó · f7 negres dama · h7 negres peó · a6 negres cavall · b6 negres peó · f6 blanques cavall · g5 negres peó · e4 negres peó · g3 blanques peó · a2 blanques peó · b2 blanques dama · e2 blanques peó · f2 blanques peó · h2 blanques peó · d1 blanques torre · g1 blanques rei | d8 negres torre · f8 negres rei · a7 negres peó · b7 negres alfil · d7 blanques peó · f7 negres dama · h7 negres peó · a6 negres cavall · b6 negres peó · f6 blanques cavall · g5 negres peó · e4 negres peó · g3 blanques peó · a2 blanques peó · b2 blanques dama · e2 blanques peó · f2 blanques peó · h2 blanques peó · d1 blanques torre · g1 blanques rei | d8 negres torre · f8 negres rei · a7 negres peó · b7 negres alfil · d7 blanques peó · f7 negres dama · h7 negres peó · a6 negres cavall · b6 negres peó · f6 blanques cavall · g5 negres peó · e4 negres peó · g3 blanques peó · a2 blanques peó · b2 blanques dama · e2 blanques peó · f2 blanques peó · h2 blanques peó · d1 blanques torre · g1 blanques rei | d8 negres torre · f8 negres rei · a7 negres peó · b7 negres alfil · d7 blanques peó · f7 negres dama · h7 negres peó · a6 negres cavall · b6 negres peó · f6 blanques cavall · g5 negres peó · e4 negres peó · g3 blanques peó · a2 blanques peó · b2 blanques dama · e2 blanques peó · f2 blanques peó · h2 blanques peó · d1 blanques torre · g1 blanques rei | d8 negres torre · f8 negres rei · a7 negres peó · b7 negres alfil · d7 blanques peó · f7 negres dama · h7 negres peó · a6 negres cavall · b6 negres peó · f6 blanques cavall · g5 negres peó · e4 negres peó · g3 blanques peó · a2 blanques peó · b2 blanques dama · e2 blanques peó · f2 blanques peó · h2 blanques peó · d1 blanques torre · g1 blanques rei | d8 negres torre · f8 negres rei · a7 negres peó · b7 negres alfil · d7 blanques peó · f7 negres dama · h7 negres peó · a6 negres cavall · b6 negres peó · f6 blanques cavall · g5 negres peó · e4 negres peó · g3 blanques peó · a2 blanques peó · b2 blanques dama · e2 blanques peó · f2 blanques peó · h2 blanques peó · d1 blanques torre · g1 blanques rei | d8 negres torre · f8 negres rei · a7 negres peó · b7 negres alfil · d7 blanques peó · f7 negres dama · h7 negres peó · a6 negres cavall · b6 negres peó · f6 blanques cavall · g5 negres peó · e4 negres peó · g3 blanques peó · a2 blanques peó · b2 blanques dama · e2 blanques peó · f2 blanques peó · h2 blanques peó · d1 blanques torre · g1 blanques rei | 1 |
|   | a | b | c | d | e | f | g | h |   |

Vescovi va jugar a partir de la posició del segon diagrama: 29. Cxh7+ Rg8 (29... Dxh7 30. Df6+ Df7 31. Dxd8+) 30. Cf6+ Rf8 31. De5 Cc5 32. Ch7+ Rg8 33. Dxg5+ Rxh7 34. Dxd8 Cd3 1-0